# PingPongParkinson
PingPongParkinson, kurz PPP, ist ein international tätiger gemeinnütziger Verein, der Tischtennis als therapeutisches Mittel gegen Parkinson propagiert und fördert.

## Der Verein

### Gründung und Verbreitung
Gründer von PingPongParkinson ist der US-amerikanisch-kroatische Musiker und Friedensaktivist Nenad Bach. Die Erkrankung an Parkinson führte bei ihm zunächst zum Rückzug von der Bühne; regelmäßiges Tischtennistraining hingegen bewirkte nach rund einem halben Jahr, dass sich seine Symptomatik verbesserte und er wieder öffentlich auftreten konnte. Dieser Erfolg veranlasste ihn, 2017 PingPongParkinson (PPP) als gemeinnützigen Verein vom Typ 501(c)(3) ins Leben zu rufen. Um dessen Popularität zu steigern, regte Bach zwei Jahre später auch die erste PPP-Weltmeisterschaft in Pleasantville an. Von den 61 Teilnehmern aus drei Kontinenten (Amerika, Asien, Europa) gingen weitere Initiativen aus. Turniere wurden veranstaltet, Trainingsgruppen gebildet, Tischtennisvereine als Partner gewonnen. Bis dato sind in 23 Ländern nationale Ableger von PPP entstanden.

#### PPP Deutschland
PingPongParkinson Deutschland e.V. ist unter den nationalen Verbänden derjenige mit dem größten Zulauf. Gegründet am 2. Februar 2020 in Nordhorn durch Thorsten Boomhuis und Harry Wißler, baute der Verein binnen zwei Jahren ein bundesweites Netzwerk von 100 Stützpunkten auf und zählte nach einem weiteren Jahr bereits 1000 Mitglieder. Der Zuwachs hält unvermindert an; beide Zahlen haben sich seither mehr als verdoppelt.
Für jeden Stützpunkt wurde ein Stützpunktleiter als Ansprechpartner gewonnen; später kamen Landes- und Regionalleiter hinzu. In der Regel sind die Stützpunkte bereits bestehenden Tischtennisvereinen angeschlossen, wo auch Trainer zur Verfügung stehen, von denen allerdings die wenigsten schon speziell geschult sind. Die Personen mit Parkinson (PmP) trainieren dort unter sich oder gemeinsam mit nicht betroffenen Sportlern; manche nehmen auch an deren regulärem Punktspielbetrieb teil.
PPP, dessen Arbeit zu 90 % von ehrenamtlich Tätigen geleistet wird, erhebt von seinen Mitgliedern einen Jahresbeitrag von 12 €. Der größere Teil der vereinnahmten Gelder stammt jedoch aus Spenden und Sponsoring. Ehrenmitglieder sind PPP-Gründer Nenad Bach und Tischtennis-Bundestrainer Jörg Roßkopf; zu den Unterstützern zählen Bundesgesundheitsminister Karl Lauterbach sowie der Arzt-Comedian Eckart von Hirschhausen. Am 28. November 2024 wurde der Verein mit der Niedersächsischen Sportmedaille ausgezeichnet.

### Ziele
Parkinson ist, nach Alzheimer, die zweithäufigste neurodegenerative Erkrankung; in der Altersgruppe der über 60-Jährigen ist etwa ein Prozent der Weltbevölkerung von ihr betroffen (Stand 2003). Sie ist noch immer unheilbar, verläuft in der Regel schleichend und äußert sich, unter anderem, in langsamer und unsicherer werdenden Bewegungen – Symptome, die Außenstehende leicht fehldeuten, was bei den Betroffenen Scham auslösen kann, sozialen Rückzug, noch weniger Bewegung – und letztlich eine weitere Beschleunigung der Krankheit. Dem versucht PingPongParkinson entgegenzuwirken. Erklärtes Ziel ist, möglichst viele von Parkinson und anderen neurologischen Krankheiten Betroffene zu erreichen und sie im Idealfall in mehrfacher Hinsicht in „Bewegung“ zu setzen: in Form der sportlichen Betätigung selbst, als Türöffner zu einer aktiv(er)en Lebensführung und einem offen(er)en Umgang mit der Erkrankung sowie als Angebot, aus der häuslichen Isolation heraus in eine Gemeinschaft zu finden – alternativ oder ergänzend zur klassischen Selbsthilfegruppe. Die ehrenamtliche Betätigung (z. B. als Stützpunktleiter), die PPP Deutschland gezielt fördert, motiviert nicht wenige dazu, sich darüber hinaus in einer solchen Gemeinschaft sinnstiftend zu engagieren.
Die Stützpunkte von PPP Deutschland sind offen für alle, unabhängig vom sportlichen Niveau. Der Leistungsgedanke spielt daher nicht die Hauptrolle. Manche Trainer bevorzugen sogar das sanftere „Miteinander“ des „Ping Pong“ (mit der Vorgabe, den Ball so lange als möglich im Spiel zu halten) gegenüber dem kompetitiven Tischtennis. Bei den PPP-Weltmeisterschaften in Laško im Oktober 2024 wurde den Teilnehmern erstmals angeboten, alternativ zu den Wettkämpfen ein Trainingsprogramm zu absolvieren. Generell geht es PPP bei der Ausrichtung und Förderung von Leistungsvergleichen stets auch darum, die Öffentlichkeit zu sensibilisieren – für die Krankheit und für das Tischtennisspiel als Möglichkeit, ihr abseits konventioneller Therapien zu begegnen. Nicht zuletzt versucht PPP die Wissenschaft als potenzielle Verbündete zu gewinnen; erste Kooperationspartner sind die Universitäten in Köln und Münster, über die eine Querschnittsstudie anläuft.

#### Paralympics
Ein weiterer wichtiger Adressat ist das Internationale Paralympische Komitee (IPC). Von ihm erwartet PPP, dass es Parkinsonkranken nicht länger die Teilnahme an den Paralympics verwehrt. Festzuhalten ist zunächst, dass Para-Tischtennis (PTT), also Tischtennis, das von Sportlern mit verschiedenen Behinderungen gespielt wird, von Anfang an (Rom 1960) paralympisch war und bis heute geblieben ist. Zuerst war nur die Klasse sitzender Athleten, das heißt Rollstuhlfahrer, zugelassen, später auch die mit geistiger Behinderung und jene, die trotz Beeinträchtigung stehen konnten. Die Festlegungen, was als „zulässige Beeinträchtigung“ anzuerkennen ist – also was einen Athleten zur Teilnahme an den Paralympics berechtigt –, wurden im Laufe der Jahre mehrfach überarbeitet. Die derzeit gültige Fassung listet zehn zulässige Beeinträchtigungen auf, die das IPC den internationalen Verbänden – in diesem Fall der International Table Tennis Federation (ITTF) – als Rahmen vorgab, mit der Auflage, innerhalb dessen und auf Grundlage evidenzbasierter wissenschaftlicher Forschung ein eigenes Klassifizierungssystem zu entwickeln. „Die Wissenschaft ist eindeutig“, heißt es in einem Artikel, der für die Aufnahme Parkinsonkranker in die paralympische Gemeinschaft wirbt und auf unabhängige Forschungsstudien verweist, die belegten, dass mindestens zwei der zehn gültigen Beeinträchtigungen – Muskelhypertonie und beeinträchtigte Muskelkraft – Kardinalsymptome der Parkinson-Krankheit seien.  Laut Regelwerk des IPC berechtigt schon eine Beeinträchtigung zur Teilnahme am Para-Sport, vorausgesetzt, sie ist dauerhaft.

### Wettkämpfe
Von den Parkinson-Erkrankten, die unter dem Dach von PPP Tischtennis spielen, ist etwa jeder Zehnte (zumeist regelmäßig) auch Teilnehmer an den von PPP ausgerichteten internationalen Turnieren, darunter bis dato fünf Weltmeisterschaften. Eine sportliche Qualifikation wird bisher nicht gefordert, die Teilnehmerzahl mit Ausnahme der German Open nicht begrenzt. Das Starterfeld wird in drei etwa gleich große Leistungsklassen unterteilt; wichtigstes Kriterium für die Zuordnung ist die Spielstärke bzw. der TTR-Wert; berücksichtigt werden außerdem die in den Turnieren zuvor erreichten Ergebnisse sowie der Grad der Beeinträchtigung durch Parkinson. Bisher melden sich erfahrungsgemäß etwa doppelt so viele Männer wie Frauen an, die bei den weltweit offenen Turnieren – vom Mixed abgesehen – im Einzel und Doppel auch getrennt antreten. In der Regel beginnen die Wettbewerbe mit einer oder zwei Runden in Gruppen, bevor es im K.-o.-System weitergeht, für die Gewinner in der Haupt- und für die Verlierer in der Trostrunde. PPP legt großen Wert darauf, an den Trostrunden festzuhalten; zwar erhöhen sie den organisatorischen Aufwand, garantieren aber jedem Teilnehmer, unabhängig von Sieg und Niederlage, Chancengleichheit im Zuwachs an Spielpraxis.
Für die ersten beiden Weltmeisterschaften – Pleasantville 2019, Berlin 2021 (coronabedingt um ein Jahr verschoben) – bemühte sich PPP mit Erfolg um die Schirmherrschaft des Tischtennis-Weltverbands, vertreten durch die ITTF Foundation. Im Vorfeld der dritten WM – Pula 2022 – gab es Differenzen zwischen beiden Seiten, die nicht ausgeräumt werden konnten, sodass PPP wenige Wochen vor Beginn die alleinige Regie übernahm. Indirekt verweigerte der Weltverband dem Turnier die Anerkennung, indem er an dessen Eröffnungstag bekanntgab, die „dritte“ (sic!) Parkinson-WM werde im November 2023 auf Kreta ausgetragen; wenige Tage später fixierte er auch die des Folgejahres auf Oktober 2024 in Hennebont, Frankreich. Die von PingPongParkinson ausgerichtete 4. Weltmeisterschaft fand 2023 im österreichischen Wels statt, die 5. im Jahr darauf im slowenischen Laško. Grundsätzlich nimmt PPP für sich in Anspruch, als „erste und einzige Organisatoren von Tischtennis-Weltmeisterschaften“ den Nutzen dieses Sports für Parkinsonkranke stärker ins öffentliche Bewusstsein gebracht zu haben.

## Tischtennis als therapeutisches Mittel
Wodurch Parkinson verursacht wird, ist noch weitgehend ungeklärt; bekannt ist hingegen, was die symptomatischen Bewegungsstörungen hervorruft: das Absterben von dopaminproduzierenden Nervenzellen. Hier setzt auch die medikamentöse Therapie an, indem sie dem erkrankten Gehirn Dopamin zuführt oder dessen Bildung anregt. Aufgehalten werden kann der schleichende, in der Regel schon Jahre oder Jahrzehnte vor seiner Entdeckung einsetzende Krankheitsprozess dadurch nicht, bestenfalls verlangsamt. Problematisch ist auch die auf Dauer nachlassende und/oder schwankende Wirkung der Medikamente. Parkinsonkranken wird daher geraten, die medikamentöse Therapie durch eine physische zu ergänzen – durch Bewegung. Naturgemäß erfordert das mehr Überwindung und Stehvermögen als die Einnahme von Tabletten. Umso wichtiger daher ein möglichst vielfältiges Angebot, das einlädt, in Bewegung zu kommen. Tanzen gehört beispielsweise dazu, vor allem Tango. Unter den Sportarten scheint Tischtennis, neben Boxen, besonders geeignet. Erkannt wurde das schon vor Gründung von PPP; so gibt es in Deutschland seit längerer Zeit für Parkinson-Patienten ausgerichtete Turniere, wie etwa das der Deutschen Parkinson Vereinigung e.V. Siegburg. Durch PingPongParkinson hat sich der Erfahrungsschatz allerdings bedeutend vergrößert; eine erste wissenschaftliche Studie liegt vor, weitere sollen folgen.

### Erfahrungen und Hypothesen
„Ich habe Parkinson nicht besiegt mit Tischtennis, aber die Angst vor Parkinson“, resümiert Nenad Bach den Erfolg, der ihm persönlich durch regelmäßiges Tischtennistraining gelungen sei. Weniger pointiert, aber ebenso realistisch die Äußerungen anderer Parkinson-Erkrankter, die diesen Sport betreiben. So ist kein Fall bekannt, bei dem das Training etwa die Medikamente überflüssig gemacht hätte; Berichte von einer Verringerung der Dosis am Folgetag gibt es allerdings. Mehrfach bezeugt, bei sich selbst und bei anderen, wird eine sichtbar verbesserte Symptomatik, teils auch über die Dauer des Spiels hinaus: im Nachlassen des Tremors beispielsweise, in der Mimik, in Haltung und Stimmung. „Übungen sind langweilig, Spielen macht Spaß“, bemerkt der PPP-Gründer auch hierzu pointiert, dessen wöchentliches 90-minütiges Gruppentraining sehr wohl stets mit einer Reihe von Übungen beginnt.
Bach, der sich nach einem halben Jahr Training „zu 50% besser fühlte, nicht nur physisch, auch psychisch“, vermutet, „durch das Tischtennisspielen andere Nervenbahnen oder sogar Neuronen entwickelt“ zu haben. Sein US-amerikanischer Mitstreiter Dr. Art Dubow spekuliert gar, es bildeten sich „neue Neuronen, die Dopamin produzieren“. Weitere Thesen tragen die Gründer von PPP Deutschland, Thorsten Boomhuis und Harry Wißler, bei. Wißler begründet die besondere Eignung von Tischtennis damit, dass es sich um eine reflexorientierte Sportart handle. Die über das Rückenmark gesteuerten Reflexe seien weniger durch Parkinson gestört als die bewussten Bewegungen, die über das Gehirn laufen. Beim Tischtennis, glaubt Wißler, könne man „wunderbar trainieren, dass die bewussten Bewegungen ins Reflexzentrum rutschen“. Das verbessere die Motorik. Boomhuis ergänzt, Tischtennis fördere die Auge-Hand-Koordination, trainiere das Konzentrations- und Reaktionsvermögen, verbessere das Gedächtnis und fördere die Beweglichkeit.
In einem aus Anlass der ersten PPP-Weltmeisterschaft erschienenen Artikel wird unter anderem die US-amerikanische National Parkinson’s Foundation mit der Aussage zitiert, Tischtennis könne für Parkinson-Patienten deshalb hilfreich sein, weil es so viele Teile des Körpers und des Gehirns trainiere und gleichzeitig das Timing, den Rhythmus und das Gleichgewicht stärke. Verwiesen wird auch auf einen Übungs- und Physiotherapie-Leitfaden, entwickelt vom Parkinson’s Disease Research Center der University of California, San Francisco, der die effektivsten Aktivitäten für Parkinson-Patienten beschreibt – ohne eine bestimmte Sportart im Blick zu haben. Empfohlen werden „große, rhythmische Bewegungen über den gesamten Bewegungsbereich“, „Übungen, die Aufmerksamkeit, Wiederholung, Steigerung von Schwierigkeiten mit zeitlich verteiltem Training erfordern“ und solche, „die den Einzelnen herausfordern, das Tempo, die Aktivität oder die Richtung zu ändern.“ Der Autor des Artikels schließt, das klinge nach einer „ziemlich genauen Beschreibung von Tischtennis“.

### Studien
Eine erste Studie, die den Effekt von regelmäßigem Tischtennistraining auf Parkinson-Patienten untersuchte, wurde 2020 durch Ken-ichi Inoue von der Universität Fukuoka veröffentlicht. Zwölf Probanden, im Durchschnitt 72 Jahre alt und seit sieben Jahren leicht bis mittelschwer an Parkinson erkrankt, nahmen daran teil. Ein halbes Jahr lang kamen sie einmal wöchentlich für sechs Stunden zusammen und absolvierten ein von erfahrenen Spielern entwickeltes dreistündiges Programm aus Dehnungs- und Tischtennis-Übungen. Die nach drei und sechs Monaten vorgenommenen Messungen ergaben „signifikante Verbesserungen“ mehrerer Symptome, wie Sprache, Handschrift, Anziehen, Aufstehen, Gehen, Gesichtsausdruck, Körperhaltung, Steifheit, Langsamkeit der Bewegungen und dem Zittern der Hände. Eingeschränkt wird die Aussagekraft der Studie durch die geringe Teilnehmerzahl, das Fehlen einer Kontrollgruppe und die Möglichkeit, dass die Verbesserungen nicht ausschließlich dem Tischtennisspielen zu verdanken sind. Der relativ kleinen Untersuchung will Inoue eine wesentlich größere folgen lassen. In Deutschland haben die Uni Münster und die Deutsche Sporthochschule Köln mit der Durchführung einer Querschnittsstudie begonnen.